# Танорексия
Танорексия (от английского tan — «загар») — это психологическая зависимость человека от ультрафиолетовых лучей.
Этой болезни подвержены подростки 13-16 лет в странах с невысоким уровнем солнечного излучения, в основном из северной части средних широт и высоких широт. Эта проблема становится очень актуальной с учётом широкого распространения всевозможных соляриев — от стационарных профессиональных до домашних.
Недавний всплеск танорексии был связан не только с распространением салонов загара, но и их стремлением привлечь клиентов с помощью соответствующей рекламы. При этом большинство дерматологов не разделяют мнения о пользе и красоте загара.
Считается, что танорексии подвержены люди, проводящие в солярии дольше 10 минут и чаще 2 раз в неделю. В США проблема приобрела такую остроту, что Национальный институт онкологии (США) добился введения официального запрета на посещение салонов загара подростками младше 16 лет.
По некоторым сведениям, к эндорфинам «из солярия» человек привыкает так же, как к тем, что получает на солнце. И клиенты с сезонными эмоциональными расстройствами отмечали, что несколько минут в солярии якобы помогали им противостоять депрессии. Но это, возможно, преувеличение, поскольку известно, что те люди, которые подвержены летним депрессиям, чувствуют себя лучше именно в осенне-зимний период.
Витамин D вырабатывается в коже при нахождении на прямом солнечном свету. Ряд исследователей советует находиться на солнечном свету на протяжении 5—30 минут между 10 и 15 часами, по крайней мере, дважды в неделю, а лицам, мало находящимся на солнце или живущим в северных регионах, включать в рацион достаточное количество богатой витамином D пищи либо принимать пищевые добавки. Наибольшее количество витамина D из еды можно получить употребляя рыбу и морепродукты (жирные сорта рыбы, рыбий жир).